# Prosekia insularis
Prosekia insularis is een pissebed uit de familie Philosciidae. De wetenschappelijke naam van de soort is voor het eerst geldig gepubliceerd in 1986 door Lemos de Castro & Aparecida-Souza.